# Harry Reid International Airport

i7
i11
i13
Der Harry Reid International Airport (IATA-Code: LAS, ICAO-Code: KLAS) ist der internationale Flughafen der Stadt Las Vegas und des Clark Countys im US-Bundesstaat Nevada. Der südöstlich vom Las Vegas Strip im Vorort Paradise gelegene Flughafen hatte im Jahr 2023 mit 57,6 Millionen Fluggästen das achtgrößte Passagieraufkommen der USA und liegt weltweit betrachtet auf Platz 19. Er ist nach dem früheren Senator Harry Reid benannt, bis 2021 hieß er nach dessen Vorgänger Pat McCarran McCarran International Airport.

## Lage und Verkehrsanbindung
Der Flughafen befindet sich neun Kilometer südlich des Stadtzentrums von Las Vegas. Der Flughafen liegt vollständig auf dem Gebiet der Stadt Paradise. Er wird durch den McCarran Airport Connector mit der nördlich des Flughafens verlaufenden Nevada State Route 593 und der rund einen Kilometer südlich des Flughafens verlaufenden Interstate 215 verbunden. Der südliche Abschnitt des McCarran Airport Connector wird außerdem als Nevada State Route 171 bezeichnet. Des Weiteren verlaufen die Interstate 15 und die Nevada State Route 562 westlich beziehungsweise südlich des Flughafens.
Der Harry Reid International Airport wird durch Busse in den öffentlichen Personennahverkehr eingebunden. Die Routen 108, 109 und Centennial Express (CX) der Regional Transportation Commission of Southern Nevada (RTC) fahren ihn regelmäßig an. Die Passagierterminals werden daneben durch drei Peoplemover-Linien miteinander verbunden.

## Geschichte

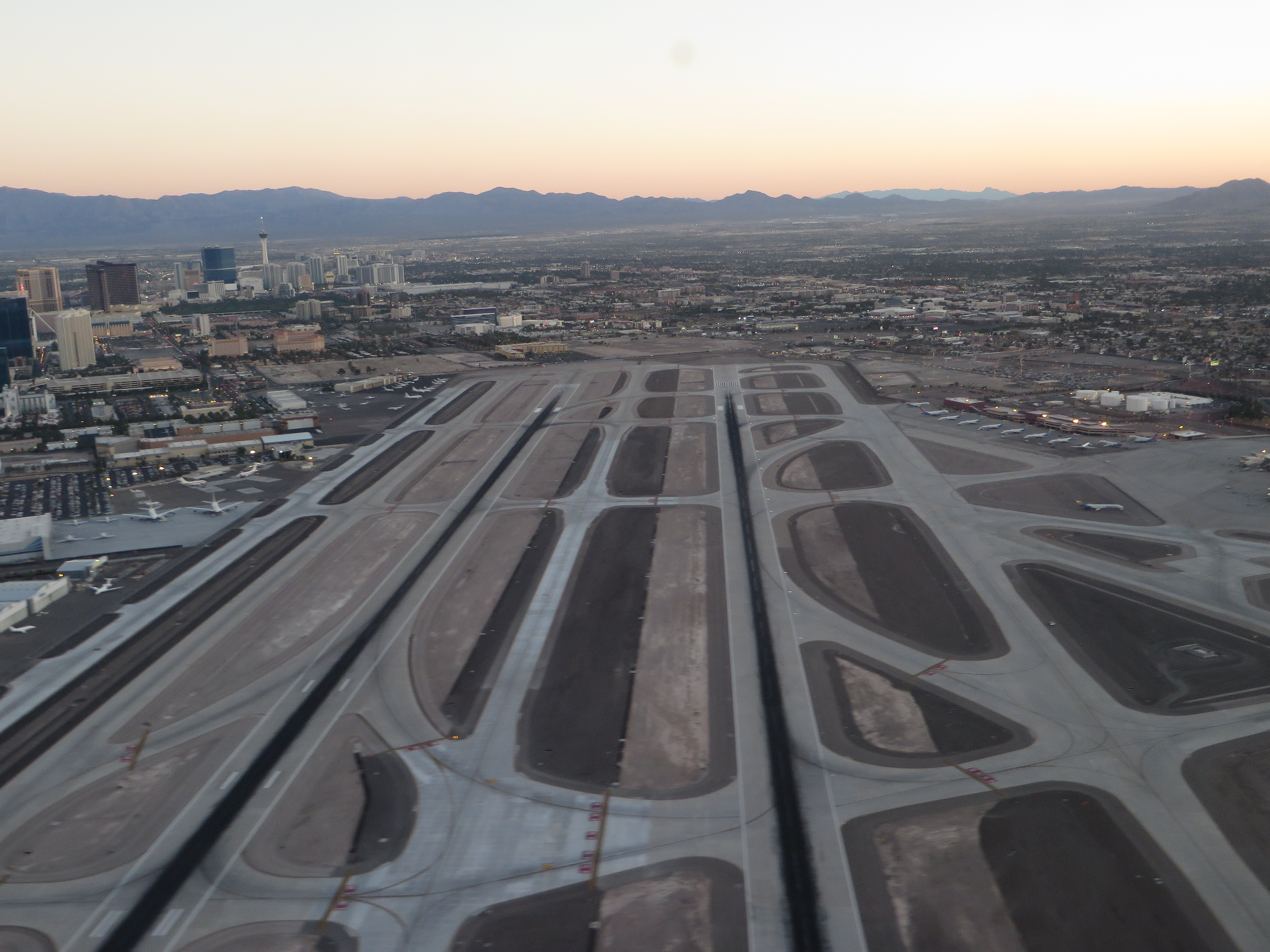
Luftaufnahme eines Teils des Flughafens

Der Flughafen wurde 1942 von dem Piloten George Crockett als Alamo Field gegründet und am 1. Januar 1943 eröffnet. Später wurde das Gelände von dem Kreis Clark County übernommen, welcher noch heute Eigentümer des Flughafens ist. Als Namensgeber wurde 1948 der Senator Pat McCarran gewählt, welcher eine führende Rolle beim Aufbau der Luftfahrt innerhalb der USA einnahm. Ab Anfang der 1980er Jahre sorgte der Ausbauplan „McCarran 2000“ mit Kosten in Höhe von 300 Millionen US-Dollar für die weitere Entwicklung des Flughafens. Außer einem neuen Terminal, verlängerten Startbahnen und weiteren Infrastrukturmaßnahmen sorgten auch ein neu eingeführtes einheitliches Computersystem für alle Terminals und Airlines für die Zukunftssicherheit.
1991 wurde ein neues Terminal für Charterflüge und internationale Flüge eröffnet, später wurde es als Terminal 2 bezeichnet. Am 16. Oktober 2003 wurde SpeedCheck eingeführt, ein System, das Bordkarten für verschiedene Fluggesellschaften ausgibt. Ab 2007 wurde ein neues Terminal mit 14 Flugsteigen errichtet. Am 27. Juni 2012 wurde das Gebäude als Terminal 3 eröffnet, es kostete rund 2,4 Milliarden US-Dollar. In diesem Terminal werden seitdem vor allem internationale Flüge abgefertigt, das bisher für internationale Flüge genutzte Terminal 2 wurde 2016 abgerissen.
Unter anderem aufgrund antisemitischer und rassistischer Ansichten des Namensgebers Pat McCarran wurde ab 2012 eine Umbenennung vorangetrieben. Im Februar 2021 wurde die Umbenennung in Harry Reid International Airport beschlossen, die im Dezember des Jahres in Kraft trat.

## Besonderheiten
Las Vegas bietet schon am Flughafen zahlreiche Einarmige Banditen.
Auf dem Gelände des Flughafens befindet sich ein privater Terminal, der für die Abwicklung der Janet-Flüge zu diversen militärischen Einrichtungen in Nevada verwendet wird. Von dem Terminal werden täglich etwa zwölf Flüge abgefertigt.

## Ausbau und Zukunft

Flughafendiagramm

Der Flughafen ist von 2003 auf 2004 auf 41 Millionen (um 14 Prozent) gewachsen. Die maximale Kapazität des Flughafens war zu dieser Zeit bei 55 Millionen Passagieren und 625.000 Flugbewegungen jährlich erreicht. Diese Auslastung war bereits für das Jahr 2017 prognostiziert. Zur Entlastung des Flughafens befindet sich daher der Bau eines zusätzlichen Flughafens (Ivanpah Valley Airport) rund 50 Kilometer südlich der Stadt nahe der kalifornischen Grenze in Planung.
Aufgrund der Weltfinanzkrise ab 2007 und des in der Folge sinkenden Passagieraufkommens wurden die Planungen 2010 vorerst eingestellt. Bis 2018 verbesserte sich die Auslastung wieder, sodass die Planungen wieder aufgenommen wurden.

## Fluggesellschaften und Ziele
Der Harry Reid International Airport wird von 31 Fluggesellschaften genutzt. Größte Fluggesellschaft am Flughafen ist Southwest Airlines, gefolgt von Spirit Airlines, Frontier Airlines, Delta Air Lines, American Airlines, United Airlines und Allegiant Air.
Neben zahlreichen Zielen im Inland werden unter anderem auch internationale Ziele in Europa angeflogen. Aus dem deutschsprachigen Raum gibt es derzeit (2023) Direktflüge ab Frankfurt sowie ab Zürich.

## Verkehrszahlen
| Jahr | Fluggastaufkommen | Fluggastaufkommen | Fluggastaufkommen | Fluggastaufkommen | Luftfracht (Tonnen) (mit Luftpost) | Flugbewegungen (mit Militär) |
| Jahr | National          | International     | Andere Terminals  | Gesamt            | Luftfracht (Tonnen) (mit Luftpost) | Flugbewegungen (mit Militär) |
| ---- | ----------------- | ----------------- | ----------------- | ----------------- | ---------------------------------- | ---------------------------- |
| 2022 | 49.135.776        | 2.537.111         | 994.854           | 52.667.741        | 118.349                            | 581.116                      |
| 2021 | 38.184.739        | 757.642           | 768.112           | 39.710.493        | 109.006                            | 486.540                      |
| 2020 | 20.940.417        | 781.280           | 478.898           | 22.200.595        | 109.051                            | 323.422                      |
| 2019 | 46.600.122        | 3.806.241         | 1.122.161         | 51.528.524        | 119.866                            | 552.962                      |
| 2018 | 44.855.505        | 3.785.652         | 1.004.961         | 49.646.118        | 118.273                            | 539.857                      |
| 2017 | 43.910.927        | 3.584.474         | 934.717           | 48.430.118        | 111.075                            | 542.994                      |
| 2016 | 43.866.521        | 3.569.119         | -                 | 47.435.640        | 101.168                            | 541.428                      |
| 2015 | 41.895.064        | 3.494.010         | -                 | 45.389.074        | 98.978                             | 530.330                      |
| 2014 | 39.540.702        | 3.344.648         | -                 | 42.885.350        | 98.658                             | 522.399                      |
| 2013 | 38.883.480        | 2.973.579         | -                 | 41.857.059        | 93.030                             | 520.992                      |
| 2012 | 38.792.471        | 2.875.125         | -                 | 41.667.596        | 91.374                             | 527.739                      |
| 2011 | 38.879.093        | 2.602.111         | -                 | 41.481.204        | 85.507                             | 531.538                      |
| 2010 | 37.503.360        | 2.253.999         | -                 | 39.757.359        | 88.519                             | 505.591                      |
| 2009 | 38.170.237        | 2.298.775         | -                 | 40.469.012        | 87.639                             | 511.064                      |
| 2008 | 41.739.289        | 2.335.353         | -                 | 44.074.642        | 86.134                             | 578.949                      |
| 2007 | 45.483.840        | 2.244.574         | -                 | 47.728.414        | 92.358                             | 609.472                      |
| 2006 | 44.151.398        | 2.152.978         | -                 | 46.304.376        | 101.084                            | 619.486                      |
| 2005 | 42.446.050        | 1.821.318         | -                 | 44.267.368        | 100.570                            | 605.046                      |
| 2004 | 40.019.681        | 1.421.850         | -                 | 41.441.531        | 91.234                             | 544.679                      |
| 2003 | 35.180.389        | 1.085.543         | -                 | 36.265.932        | 82.170                             | 501.029                      |
| 2002 | 33.996.230        | 1.012.781         | -                 | 35.009.011        | 81.959                             | 496.845                      |
| 2001 | 34.104.921        | 1.076.039         | -                 | 35.180.960        | 80.309                             | 493.722                      |
| 2000 | 35.643.438        | 1.222.428         | -                 | 36.865.866        | 101.203                            | 521.300                      |
| 1999 | 32.718.025        | 997.104           | -                 | 33.715.129        | 87.952                             | 542.922                      |
| 1998 | 29.303.902        | 923.385           | -                 | 30.227.287        | 74.319                             | 470.707                      |
| 1997 | 29.399.122        | 915.972           | -                 | 30.315.094        | 71.327                             | 473.127                      |
| 1996 | 29.641.068        | 818.897           | -                 | 30.459.965        | 56.289                             | 476.511                      |

### Verkehrsreichste Strecken
| Rang | Stadt                       | Passagiere | Fluggesellschaft                                            |
| ---- | --------------------------- | ---------- | ----------------------------------------------------------- |
| 01   | Los Angeles, Kalifornien    | 1.214.160  | Alaska, American, Delta, jetBlue. Southwest, Spirit, United |
| 02   | Denver, Colorado            | 1.093.740  | Frontier, Southwest, Spirit, United                         |
| 03   | Dallas/Fort Worth, Texas    | 913.340    | American, Frontier, Spirit                                  |
| 04   | Seattle/Tacoma, Washington  | 890.110    | Alaska, Delta, Frontier, Southwest, Spirit                  |
| 05   | Phoenix–Sky Harbor, Arizona | 792.720    | American, Frontier, Southwest, Spirit                       |
| 06   | Chicago–O’Hare, Illinois    | 786.810    | American, Southwest, Spirit, United                         |
| 07   | Atlanta, Georgia            | 764.670    | Delta, Frontier, Southwest, Spirit                          |
| 08   | San Diego, Kalifornien      | 756.140    | Frontier, Southwest, Spirit                                 |
| 09   | San Francisco, Kalifornien  | 701.530    | Alaska, Frontier, Southwest, United                         |
| 10   | Oakland, Kalifornien        | 647.430    | Southwest, Spirit                                           |

## Zwischenfälle
- Am 15. November 1956 fiel bei einer Martin 404 der US-amerikanischen Trans World Airlines (TWA) (Luftfahrzeugkennzeichen N40404) nach dem Start vom Flughafen Las Vegas-McCarran das Triebwerk Nr. 2 (rechts) aus. Die Maschine wurde mit weit überhöhter Geschwindigkeit angeflogen und sprang nach dem ersten Aufsetzen auf der Landebahn mehrmals wieder in die Luft. Beim Versuch des Durchstartens mit nur einem laufenden Motor schlug die linke Tragfläche auf dem Boden auf. Das Flugzeug wurde irreparabel beschädigt, aber alle 38 Insassen überlebten.[21]

- Am 16. April 1965 fuhren auf einem Trainingsflug mit einer Fairchild F-27F der Bonanza Air Lines (N757L) auf dem Flughafen Las Vegas-McCarran die Landeklappen auf Grund eines technischen Defekts asymmetrisch ein. Beim Abheben drehte das Flugzeug nach links, machte einen Ringelpiez und wurde irreparabel beschädigt. Die beiden Piloten, einzige Insassen, überlebten den Unfall verletzt.[22]

- Am 9. Dezember 1968 war eine Lockheed L-1649A Starliner der US-amerikanischen Fly by Night Safaris (N7314C) vor dem Start auf dem Flughafen Las Vegas (Nevada, USA) versehentlich mit Kerosin statt Flugbenzin betankt worden. Kurz nach dem Abheben kam es natürlich zu einem Leistungsverlust, welcher den Kapitän zu einer Bauchlandung zwang. Dabei wurde das Flugzeug irreparabel beschädigt. Alle 104 Insassen, acht Besatzungsmitglieder und 96 Passagiere, überlebten den Unfall.[23]